# テオドロ・フェルナンデス
ロロこと、テオドロ・フェルナンデス・メイサン (Teodoro Fernández Meyzán、1913年5月20日-1996年9月17日)は、ペルー出身の元サッカー選手。ポジションはフォワード。元ペルー代表。22年間のキャリアをウニベルシタリオ・デポルテスで過ごし、同クラブでは彼のつけていた背番号9は永久欠番になっている。

## 経歴

### 幼少期
ロロは、母の
Raymunda MeyzánとTomas Fernándezの八人の子供のうちの七番目の子供として生まれた。
ロロは、若い頃冷酷にもサッカーをすることを禁じられたが、家でこっそりと裸足でサッカーをしていた。荒れた土地だったので切り傷や怪我もあったが、サッカーをすることしかやることがなかったので、我慢をした。

### プロサッカー選手への道
ロロは16歳の時、両親に勉強を続けるためリマに送られ、サッカーチームのシクリスタ・リマでサッカー選手としてプレーしていた彼の兄のアルトゥーロ・フェルナンデスと共に暮らしていた。
アルトゥーロが1部のウニベルシタリオ・デポルテスに移籍した際、ロロもクラブに入るため、兄と少しトレーニングを積み、ウニベルシタリオ・デポルテスの会長で、1930年ワールドカップのプレイヤーだったプラシード・ガリンドー にプレーを見せると、彼は契約することを決めた。

### クラブでの活躍
ロロのプロサッカー選手としてのデビューは1931年11月29日、マガジャネスとのフレンドリーマッチで、その試合唯一のゴールを決めた。
1932年、ファーストシーズンで得点王に輝くと、その後もプリメーラ・ディビシオンで、6度の得点王に輝く(
1934年, 1939年, 1941年, 1945年, 1946年, 1949年)。
ロロは、チリやアルゼンチン、ヨーロッパなど様々な国から交渉を受けた。白紙の小切手を渡され、「欲しい金額を書け」という話まであったが、それらを受けることはなかった。
ロロの最後の試合は彼が40歳のときの1953年9月30日、ペルー最大のダービーマッチと言われている、アリアンサ・リマとウニベルシタリオ・デポルテスとの試合で、彼がハットトリックを決めて4-2で勝利した。
ロロは180試合、156ゴールでウニベルシタリオ・デポルテスで最も得点した選手である。

## 代表
ロロは1935年から1947年にかけてプレーし、32試合で24ゴールという結果を残している。
1936年、ペルー代表として出場した1936年ベルリンオリンピックでは、2試合で合計6得点を決めている。
1938年のボリバリアンゲームズではペルー代表のチームが優勝した。
1939年に行われたコパ・アメリカでは、1924年、1928年アムステルダムオリンピック、1930 FIFAワールドカップで優勝しているウルグアイ代表を2-1で破り、優勝した。
同大会では7ゴールで得点王に輝いている。